# Campanula aldanensis
Campanula aldanensis är en klockväxtart som beskrevs av Andrej Aleksandrovitj Fjodorov och Michail Nikolajevitj Karavajev. Campanula aldanensis ingår i släktet blåklockor, och familjen klockväxter. Inga underarter finns listade i Catalogue of Life.